# Juliet Wilson-Bareau
Juliet Wilson-Bareau (geboren am 9. August 1935) ist eine britische Kunsthistorikerin.

## Leben
Die Familie Bareau stammt ursprünglich aus Belgien und flüchtete während des Ersten Weltkrieges von Antwerpen nach England, wo ihr Vater Paul Bareau später als Bankier arbeitete. Juliet Bareau kam 1935 als eines von vier Kindern zur Welt. Sie heiratete 1958 den Jura-Professor Geoffrey Philip Wilson, von dem sie später wieder geschieden wurde. Seit der Hochzeit und auch nach ihrer Scheidung führt sie den Namen Juliet Wilson-Bareau.
Sie studierte Kunstgeschichte am Courtauld Institute of Art in London. Zwischen 1979 und 1981 war sie Kuratorin für Zeichnungen an der Henry Moore Foundation. Danach kuratierte sie mehrere Ausstellungen zu Édouard Manet und Francisco de Goya und veröffentlichte wiederholt Bücher und Aufsätze zu diesen Künstlern. 1993 war sie Slade Professor of Fine Art an der University of Oxford. Darüber hinaus ist sie korrespondierendes Mitglied der Real Academia de Bellas Artes de San Fernando und Ehrenmitglied der Hispanic Society of America.

## Werke (Auswahl)
- The hidden face of Manet, Burlington Magazine, London 1986, ISBN 0-9511350-0-7.
- Manet by Himself , Macdonald, London 1991, ISBN 0-316-87636-4.
- Manet: The execution of Maximilian, painting, politics and censorship, National Gallery, London 1992, ISBN 0-691-03209-2.
- Goya, truth and fantasy, zusammen mit Manuela B. Mena Marqués, Yale University Press, New Haven 1994, ISBN 0-300-05863-2.
- Manet, Monet and the Gare Saint-Lazare, National Gallery of Art, Washington D.C. 1998, ISBN 0-300-07510-3 (Digitalisat).
- Goya, drawings from his private albums, Lund Humphries, London 2001, ISBN 0-85331-804-2.
- Manet and the sea, zusammen mit David C. Degener, Yale University Press, New Haven 2003, ISBN 0-300-10164-3.
- Manet trifft Manet, geteilt, wiedervereint, zusammen mit Malcom Park, Sammlung Oskar Reinhart «Am Römerholz», Winterthur 2005, ISBN 3-7965-2202-5.